# شارلوت إل براون
شارلوت إل براون (بالإنجليزية: Charlotte L. Brown)‏ (ولدت في عام 1839)، هي معلّمة أمريكية وناشطة في مجال الحقوق المدنية، وكانت من أوائل الذين تحدوا التمييز العنصري في الولايات المتحدة بشكل قانوني، عندما رفعت دعوى قضائية ضد شركة حافلات في سان فرانسيسكو في ستينيات القرن التاسع عشر، بعد أن أُبعدت بالقوة من حافلة تفصل عنصريا.

## العائلة والنشأة
وُلدت براون في ولاية ماريلاند في عام 1839، وهي ابنة جيمس إي براون، الذي ولد مستعبداً، وشارلوت براون، وهي خياطة مُعتقة. اشترت شارلوت براون الأم، حرية زوجها وعاشوا في عام 1850 بصفتهم أشخاصًا ملونين أحرارًا في بالتيمور، في ماريلاند، مع العديد من الأطفال، بمن فيهم شارلوت. نقلوا عائلتهم إلى سان فرانسيسكو، في وقت ما بين عامي 1850 و1860، والتي كانت مزدهرة نتيجة لحمّى ذهب كاليفورنيا، وأصبحت جزءًا من الطبقة الوسطى السوداء المزدهرة في تلك المدينة. كان عدد السكان السود في المدينة في ذلك الوقت 1.166 شخصًا، أو حوالي 2 في المئة من السكان. أدار جيمس إي براون إسطبلا لتأجير الخيول في سان فرانسيسكو، وكان شريكًا في صحيفة السود «ميرور أوف ذا تايمز»، وصليبيًا ضد العبودية، وعضوًا في جمعية سان فرانسيسكو الأدبية، وهي مجموعة مناقشة ومناظرة لرجال أميركيين من أصل أفريقي بارزين.

## حادثة الحافلة
استقلّت شارلوت براون حافلة تجرها الخيول من نقطة على بعد مبنى من منزلها في شارع فيلبرت في سان فرانسيسكو، في الساعة الثامنة مساءً في 17 أبريل 1863. كانت في طريقها لمراجعة الطبيب. وتعود ملكية الحافلة إلى شركة أومنيبوس للسكك الحديدية. قالت براون -عندما اقترب منها جامع تذاكر الحافلة وطلب منها المغادرة- إن «لها الحق في الركوب»، ولم ترغب المغادرة.
ذكرت في شهادتها في قاعة المحكمة:
«تجوّل قاطع التذاكر وجمع التذاكر، وعندما وصل إليّ، سلّمته التذكرة ورفض استلامها. كانت واحدة من تذاكر أومنيبوس للسكك الحديدية، اشتريتها منها قبل ذلك الوقت. أجاب إنه لا يُسمح للأشخاص الملونين بالركوب. أخبرته أنني اعتدت على الركوب منذ أن بدأت السيارات تعمل. أجبت أن لدي طرقًا رائعة للذهاب، وأنا متأخرة عن موعدي».
طلب منها جامع التذاكر توماس دينيسون المغادرة عدة مرات، وفي كل مرة رفضت ذلك. وعندما اعترضت امرأة بيضاء على وجودها أخيرًا، أمسكها بذراعها واصطحبها خارج السيارة.

## شارلوت براون ضد أومنيبوس للسكك الحديدية
عيّن والدها جيمس إي براون المحامي دبليو. سي. بورنيت، ورفعت شارلوت براون دعوى قضائية ضد شركة أومنيبوس للسكك الحديدية بمبلغ 200 دولار. فاز الأمريكيون الأفارقة بالحق في الشهادة ضد البيض في نفس العام. جادلت شركة أومنيبوس للسكك الحديدية أن تصرّف جامع التذاكر كان مبررًا؛ لأن الفصل العنصري حمى النساء والأطفال البيض الذين قد يكونون خائفين أو مشمئزين من ركوب نفس الحافلة مع الأميركيين الأفارقة. فازت براون بقضيتها، برئاسة القاضي كولز، لكن لم تمنحها هيئة المحلفين سوى 25 دولارًا. أُدين قائد جامع التذاكر دينيسون في محكمة جنائية بالضرب والاعتداء على براون.
وُظّفت قضية بروان المدنية في الاستئنافات للعامين التاليين. منحت هيئة المحلفين براون في إحدى محاكمات الاستئناف خمسة سنتات فقط، سعر تذكرة الحافلة. طُردت براون من حافلة أخرى في الوقت نفسه، بعد ثلاثة أيام فقط من التجربة الأولى، ورفعت دعوى ثانية ضد شركة أومنيبوس، وهذه المرة بمبلغ ثلاثة آلاف دولار. ونُظر في قضيتها أخيرًا، في أكتوبر 1864، في محكمة عليا. أيّد القاضي أورفيل سي برات من المحكمة المحلية الثانية عشرة في حكمه الصادر في 5 أكتوبر عام 1864، الحكم السابق لصالح براون، الذي قضى بأن استبعاد الركاب من الحافلة بسبب عرقهم كان غير قانوني. لكن تكن لديه أي رغبة في ذلك؛ إذ قال في حكمه، في «إدامة بقايا البربرية»:
صرح القاضي برات: «لقد سُمح بالفعل منذ وقت طويل للغاية -من قبل العرق السائد- أن يُرى الزنجي أو الخلاسي بلامبالاة يُعامل على أنه حيوان مهان مظلوم مستعبد، فيُجبر على ارتداء نير، ويرتجف أمام الرجال البيض؛ لخدمتهم كآلة، وللحفاظ على الممتلكات والحياة كيفما يشاؤون، وأن يسلّم لهم عقله وضميره، وأن يختم شفتيه ويناقض فكره من خلال الخوف من قوة الرجل الأبيض».
منحت هيئة المحلفين براون 500 دولار في يناير عام 1865. استأنفت شركة أومنيبوس للسكك الحديدية الحكم، ورُفضت محاكمة أخرى.

## ردة فعل الجمهور
لاحظت صحيفة  ذا بيسفيك أبيل المملوكة من قبل السود بعد المحاكمة الأولى، أن الحكم الصادر لصالحها «ينص، بموجب القانون، على حق الأشخاص الملونين في ركوب مثل هذه الوسائل».
«بينما يعترف القانون ويمنحنا حق الركوب في مثل وسائل النقل هذه»، تابعت كلمة العدد، «هناك عدد معين من موظفي هذه الشركة، ينشغلون بنوبة مفاجئة من رهاب السود، إذا حاول شخص ملون عبور الشارع أثناء مرور حافلاتهم، التي تتجلى عمومًا من خلال سحب جرس الإنذار بعنف، كما لو كان هناك خطر ما وشيك، لذا هم خائفون من أن تحاول بعض الإناث اللاتي يحترمن أنفسهن ممارسة حق السيدة براون الذي فازت به توا. طالما أننا نمتلك القانون والعدالة والحق إلى جانبنا، فلا نريد شفقة».
سخر البيض من حكم القاضي برات في عام 1864 في رسم افتتاحي في إحدى الصحف المحلية المملوكة، التي أظهرت السود والبيض يجلسون جنبًا إلى جنب. واتُّهم برات -باستخدام توصيف عنصري- بأنه جزء من الأمريكيين من أصل أفريقي، وتساءلوا ما إذا كانت براون ذات البشرة الفاتحة سوداء حقًا، أم رفعت دعوى للحصول على الجائزة النقدية فقط. قال محرر أبيض من صحيفة ذا ساكرمنتو ديلي يونيون عن قرار برات إن: «حجته واضحة، ونعتقد أن قراره يتناغم مع شعور الناس».
مهّدت قضية شارلوت براون الطريق أمام قضايا أخرى رفعها الأمريكيون من أصل أفريقي في سان فرانسيسكو، مثل ويليام بوين وماري إلين بليزانت، تحدت ممارسات «البيض فقط» للحافلات المملوكة ملكية خاصة. حُظر الفصل العنصري في حافلات الشوارع رسمياً في عام 1893، على حافلات الولاية من قبل الهيئة التشريعية في كاليفورنيا.
استحضر السناتور تشارلز سومنر قضية شارلوت براون بعد فوزها، في الكونغرس باعتبارها سابقة مهمة للمساواة العرقية عندما جادل لصالح دمج الحافلات في عاصمة البلاد.

## الحياة اللاحقة
افتتحت شارلوت براون مدرسة للأطفال الصغار في شارع اسكتلندا 10 في سان فرانسيسكو في عام 1867، قدمت «جميع فروع التعليم الابتدائي» والموسيقى والتطريز أيضًا. تزوجت من جيمس هنري ريكر في عام 1874، وهو ناشط أمريكي من أصل أفريقي بارز في سان فرانسيسكو، وكان قد عمل خادمًا شخصيًا مقيمًا لوليام تشابمان رالستون، ووُّظف مشرفًا في فندق بالاس أثناء زواجهما.
كان ريكر بالإضافة لوالد براون، أحد المنظمين لاتفاقية ولاية كاليفورنيا للمواطنين الملونين لعام 1865. نشرت صفحات المجتمع لصحيفة ذا إيليفيتور للسود في عام 1877، إعلانًا عن حفلة مفاجِئة لخادم زميل في فندق بالاس قدمته شارلوت وجيمس إتش ريكر في مقر إقامتهما في شارع بأول 1018 في سان فرانسيسكو.
لم يُعرف الكثير عن حياة شارلوت براون وريكر بعد ذلك الوقت.